# Manal en Obras
Manal en Obras es el primer álbum en vivo de Manal editado en 1982, reúne algunas de las grabaciones de sus seis actuaciones en el Estadio Obras Sanitarias durante su reunión de 1980. La edición de este álbum no contó con la aprobación del grupo.
En 1994 se editó Manal en vivo con otras grabaciones de sus conciertos en Obras Sanitarias.
En 2023 se reeditó en CD bajo autorización de Javier Martínez y con la coordinación de su productor Sebastián Subirana, con los tres temas inéditos que venían en el cassette Manal en Obras Vol. 2: "Mas allá del valle del tiempo", "No hay tiempo de mas" y "Elena".

## Lista de canciones
Todas por Javier Martínez, excepto donde se indica.

| Lado A |                                     |                     |          |  |
| N.º    | Título                              | Vocalista principal | Duración |  |
| 1.     | «Jugo de tomate frío»               | Martínez            |          |  |
| 2.     | «Sacúdeme el bajón nena» (Medina)   | Medina              |          |  |
| 3.     | «No pibe»                           | Martínez            |          |  |
| 4.     | «Avenida Rivadavia»                 | Medina              |          |  |
| 5.     | «Avellaneda Blues» (Gabis/Martínez) | Martínez            |          |  |

| Lado B |                       |                     |          |  |
| N.º    | Título                | Vocalista principal | Duración |  |
| 5.     | «Necesito un amor»    | Martínez            |          |  |
| 6.     | «Sol del sur»         | Martínez            |          |  |
| 7.     | «Doña Laura»          | Martínez            |          |  |
| 8.     | «Doblando la esquina» | Martínez            |          |  |
| 9.     | «Hoy todo anda bien»  | Martínez            |          |  |

| Pistas adicionales de la edición de 2023 |                                         |                     |          |  |
| N.º                                      | Título                                  | Vocalista principal | Duración |  |
| 1.                                       | «Más allá del valle del tiempo» (Gabis) | Medina              |          |  |
| 2.                                       | «No hay tiempo de más»                  | Martínez            |          |  |
| 3.                                       | «Elena»                                 | Martínez            |          |  |

## Créditos
Manal
- Claudio Gabis: guitarras eléctricas
- Javier Martínez: voz y batería
- Alejandro Medina: bajo eléctrico y voz

- Lic. Ezequiel Morfi | TITANIO Studios: remaster 2023